# Volkan Ünlü
Volkan Ünlü (* 8. Juli 1983 in Gelsenkirchen) ist ein ehemaliger türkischer Fußballtorhüter.

## Karriere
Ünlü begann seine Karriere beim 1. FC Gladbeck und beim SV Höntrop. 1998 wechselte er in die Jugend des FC Schalke 04. Ab 2002 spielte er ein Jahr in der 2. Mannschaft, bevor er in die erste Mannschaft wechselte. Am 6. März 2004 bestritt Ünlü, aufgrund einer Verletzung von Frank Rost, bei der Partie FC Schalke 04 gegen den SC Freiburg sein erstes Bundesligaspiel. Es folgten noch drei weitere Spiele, bevor er von Christofer Heimeroth abgelöst wurde. 2005 wechselte er dann zu Beşiktaş Istanbul. Dort konnte er sich aber nicht durchsetzen und wechselte im Januar 2007 zu Çaykur Rizespor. Auch dort konnte er sich nicht durchsetzen und wechselte im Sommer 2007 zu Sivasspor. Nachdem er nach der Saison 2008/09 kurzzeitig vereinslos war unterschrieb er im Oktober 2009 einen Vertrag beim niederländischen Zweitligisten MVV Maastricht bis Saisonende. Zur Saison 2010/11 wechselte er zu Trabzonspor, von dem er jedoch sofort an den Drittligisten 1461 Trabzon ausgeliehen wurde. Im Oktober 2011 kehrte Ünlü nach Deutschland zurück, wo ihn der Regionalligist SG Sonnenhof Großaspach bis zum Jahr 2012 unter Vertrag nahm.
Danach war Ünlü vereinslos und suchte einen neuen Verein, hielt sich aber beim KFC Uerdingen 05 fit. Am 3. Juni 2013 wurde bekannt, dass Ünlü von Uerdingen als Torwart für die Regionalliga-Mannschaft unter Vertrag genommen wurde. Am 22. Januar 2014 wurde der Vertrag mit dem KFC Uerdingen wieder aufgelöst.
Nach seiner Spielerkarriere wurde Ünlü 2015 Torwarttrainer im Nachwuchsbereich des FC Schalke 04. Seit 2019 ist er Koordinator für das Torwarttraining des Nachwuchsbereichs sowie Torwarttrainer der U19-Mannschaft.